# جونو (فیلم)
جونو (به انگلیسی: Juno) نام فیلمی در ژانر کمدی‌درام محصول سال ۲۰۰۷ به کارگردانی جیسون رایتمن است.
الن پیج، مایکل سرا، جنیفر گارنر، جیسون بیتمن، آلیسون جانی، جی. کی. سیمونزودانیل کلارک در این فیلم به ایفای نقش پرداختند.

## داستان
«جونو» (الن پیج) یک دختر خوش زبان ۱۶ ساله ناگهان خود را با یک حاملگی ناخواسته روبرو می‌بیند. بلافاصله دوست صمیمی‌اش، «لی» را باخبر می‌کند و تصمیم می‌گیرند بچه را بیندازند. در جلوی کلینیک، جونو همکلاسی‌اش «سو-چین» را می‌بیند، سپس وارد کلینیک می‌شود و دقایقی بعد بدون آن که ناراحتی و اضطرابی در چهره‌اش پیدا باشد، از کلینیک بیرون می‌آید. جونو تصمیم می‌گیرد بچه را نگه دارد و سرپرستی آن را به زوج‌هایی که در جست و جوی کودک اند واگذار کند. او از طریق آگهی یک روزنامه زوج جوانی را که شایستگی سرپرستی فرزندش را داشته باشند پیدا میکند ...

## جوایز
جونو در سال ۲۰۰۸ موفق به ۴ نامزدی و کسب ۱ جایزه اسکار شد:
- برندهٔ جایزه اسکار بهترین فیلم‌نامه غیراقتباسی توسط دیابلو کودی
- نامزدی جایزه اسکار بهترین فیلم
- نامزدی جایزه اسکار بهترین کارگردانی توسط جیسون رایتمن
- نامزدی جایزه اسکار بهترین بازیگر نقش اول زن توسط الن پیج